# Армянское прелатство Тегерана
Армянское прелатство Тегерана (арм. Թեհրանի թեմ) — действующее прелатство (епархия) Армянской Апостольской церкви в составе Киликийского католикосата —  с центром в городе Тегеран, ранее, до 1958 года - Первопрестольного Эчмиадзина.

## История
В 1911 году в юрисдикцию Тегеранской епархии входила Иракская провинция Персии. Сегодня епархия охватывает город Тегеран и прилегающие районы Исламской Республики Иран.
По данным на 1911 год количество верующих данной епархии Армянской Апостольской церкви — 5.000, общин — 17, церквей - 15.